# Оковитая, Клавдия Анисимовна
Клавдия Анисимовна Оковитая (5 марта 1931 — 26 февраля 2021) — советский и украинский педагог, историк, краевед, школьная учительница, общественный деятель, почётная гражданка Великобурлукского района, Отличник народного просвещения УССР.
Она около 15 лет возглавляла Великобурлукский краеведческий музей и является автором ряда краеведческих исследований.

## Биография
Клавдия Оковитая родилась 5 марта 1931 в селе Великий Бурлук, Харьковская область, в семье крестьян-колхозников. У неё было ещё трое братьев. Старший из них — Иван ухаживал за маленькой сестренкой, пока мать работала в поле.
В годы Великой Отечественной войны двое старших братьев пропали без вести, а отец Клавдии уже через месяц после возвращения из армии умер от ран.
Из-за материальных трудностей она бросила школьное образование после седьмого класса, поскольку семья не могла оплатить обучение в старшей школе, и стала работать в колхозе. Однако учителям удалось добиться, чтобы Клавдия Оковитая продолжила обучение в школе.
Образование педагога получила в Харьковском государственном педагогическом институте имени Григория Сковороды.
После этого вернулась в Великий Бурлук и всю жизнь до выхода на пенсию была учителем в великобурлукской средней школе, имела звание «старшего учителя».
В 1968 году принимала участие в качестве делегата III съезда учителей УССР в Киеве.
Почти 15 лет она возглавляла Великобурлукский краеведческий музей, где проводила экскурсии для посетителей. Она много внимания и усилий уделила сбору коллекции краеведческого музея, оформлению экспозиций, систематизации экспонатов и материалов.
Также Клавдия Оковитая является автором идеи и описания флага Великобурлуцкой общины, она инициатор установления мемориальной доски партизанам и подпольщикам Великого Бурлука, а также памятного знака атаману Скидану, который, по одной из версий, считается основателем Великого Бурлука.
Клавдия Оковитая более 30 лет входит в состав президиума великобурлукского районного совета ветеранов.
Также она участвовала в создании многих сценариев к мероприятиям в Великом Бурлуке.
Умерла 26 февраля 2021 года в родном селе, похоронена на кладбище села Замост.

## Краеведческая деятельность
Именно материалы Великобурлукского краеведческого музея, директором которого была Клавдия Оковитая, стали основой для её краеведческих изданий.
Она убеждена в том, что «Велесова книга», которая была найдена в усадьбе Задонских полковником Али Изенбеком, существовала на самом деле. Якобы житель Великого Бурлука Виталий Келиберда рассказал, что его мать Федора была уборщицей и прачкой у Задонских и она много раз протирала ящик, в котором, как говорила Екатерина Задонска сохраняется очень большая ценность. И, по словам Виталия Келиберды, его мать помогла собрать с пола деревянные дощечки.
Кладия Оковитая является автором ряда книг по истории Великого Бурлука и Великобурлукского района. Книга «Памятники семи чудес» была представлена на конкурс на соискание премии имени Ивана Франко в области информационной деятельности в 2013 году. Работы Кладии Оковитой не раз становились основой для экспозиций и тематических выставок в Великобурлукской центральной районной библиотеке.

## Награды
Почётный краевед Великобурлукского района (2013). В 2016 году получила юбилейную медаль «25 лет независимости Украины» «за значительные личные заслуги в становлении независимой Украины, утверждении её суверенитета и укреплении международного авторитета, весомый вклад в государственное строительство, социально-экономическое, культурно-образовательное развитие, активную общественно-политическую деятельность, добросовестное и безупречное служение Украинскому народу». В 2018 году получила почётную грамоту облгосадминистрации «3а многолетний плодотворный труд, высокий уровень профессионального мастерства, весомые трудовые достижения, активную общественную позицию и по случаю Дня Великобурлукской территориальной общины» (2018). Почётная гражданка Великобурлукского района.

## Труды
- Оковита К. О. Великобурлуччина (сторінки історії). — Харків: МСУ, 2000. — 528 с. — 3000 прим. — ISBN 966-7383-19-9
- Оковита К. О. Великий Бурлук — етапи великого шляху. — Харків, 2002. — 56 с.
- Оковита К. О. Великобурлуцький район, 1923—2003 рр. — Харків, 2003. — 100 с. — 250 прим.
- Оковита К. О. Ратоборці землі бурлуцької. — Вовчанськ, 2005. — 434 с. — 1000 прим. — ISBN 326-3423-20-5
- Оковита К. О. Великий Бурлук на хвилях віків. — Балаклія: Видавничий будинок «Балдрук», 2008. — 200 с. — 500 прим. — ISBN 978-966-2138-04-7
- Оковита К. О. Пам’ятки семи чудес. — Харків: ВПП «Контраст», 2012. — 128 с. — 500 прим. — ISBN 978-966-8855-81-8
- Оковита К. О. Слава і гордість краю бурлуцького. — Харків: ВПП «Контраст», 2017. — 192 с. — 1896 прим. — ISBN 978-617-7405-08-4.